# (100268) Rosenthal
(100268) Rosenthal ist ein Asteroid des inneren Hauptgürtels, der von dem deutschen Astronomen Freimut Börngen am 5. Oktober 1994 an der Thüringer Landessternwarte Tautenburg (IAU-Code 033) entdeckt wurde.
Die Bahn des Asteroiden wurde 2005 gesichert, so dass eine Nummerierung vergeben werden konnte. (100268) Rosenthal wurde auf Vorschlag von Freimut Börngen nach dem Entertainer Hans Rosenthal (1925–1987) benannt. Die Benennung erfolgte am 13. April 2006.